# Чемпионат мира по тхэквондо 2023
26-й чемпионат мира по тхэквондо проходил с 29 мая по 4 июня 2023 года в столице Азербайджана, городе Баку, в Бакинском кристальном зале и был приурочен к 50-летию Всемирной федерации тхэквондо. При выборе места проведения заявки подали три страны, помимо Азербайджана также желание принять чемпионат высказали Китай (Уси) и Болгария (София).
В рамках данного первенства, который проходил под лозунгом «Зажги свой огонь», разыгрывалось 16 комплектов наград. На турнире принимало участие 949 спортсменов из 144 стран мира, включая сборную беженцев. Российские и белорусские тхэквондисты выступали в статусе «нейтральных атлетов», из-за чего украинские тхэквондисты отказались от участия.
На этом чемпионате мира участники имели возможность заработать лицензионные очки для попадания на летние Олимпийские игры 2024. Согласно нововведениям, на этом турнире схватки предварительного раунда в категориях и финалах состоялись в один день.

## Выбор места проведения
Изначально на право проведения чемпионата претендовали три страны. Впоследствии Болгария отозвала свою кандидатуру и кандидатов осталось два: столица Азербайджана, Баку и китайский город Уси. 12 мая 2022 года по итогам внеочередного заседания правящего совета Всемирной федерации тхэквондо в Олимпийском доме в Лозанне местом проведения чемпионата мира 2023 года был выбран Баку, который на три голоса опередил Уси. Было отмечено, что в последние годы в Баку прошёл ряд крупных спортивных мероприятий по тхэквондо, в том числе первые Европейские игры в 2015 году. При выборе было учтено, что Азербайджан успешно провёл такие турниры по тхэквондо, как чемпионат Европы, Гран-при, олимпийский отборочный турнир. Таким образом, Азербайджан будет второй страной СНГ (после России) и 7-й страной Европы (после Германии, Дании, Испании, Греции, России и Великобритании), которая примет у себя чемпионат мира по тхэквондо.
| Город             | Город             | Итоги                                                                     |
| ----------------- | ----------------- | ------------------------------------------------------------------------- |
| Азербайджан, Баку | Азербайджан, Баку | кандидатура выбрана                                                       |
| Китай, Уси        | Китай, Уси        | кандидатура отклонена, позже город получил ЧМ-2025                        |
| Болгария, София   | Болгария, София   | кандидатура отозвана, позже город получил ЧМ-2023 среди кадетов и юниоров |

## Квалификация на текущий чемпионат
Для участия на чемпионате мира 2023 спортсмен должен соответствовать следующим критериям:
- Иметь гражданство страны-участницы, за которую выступает;
- Быть номинирован соответствующей национальной федерацией тхэквондо, признанной Всемирной федерацией тхэквондо;
- Обладать сертификатом пума или дана Куккивон;
- Не быть младше 17 лет на момент проведения турнира;
- Обладать Глобальной спортивной лицензией Всемирной федерации тхэквондо.

## Организация
Организацией чемпионата мира занималась Федерация тхэквондо Азербайджана. Председателем организационного комитета турнира являлся президент федерации Кямаледдин Гейдаров.
В середине марта 2023 года в ходе встречи в Баку генерального секретаря Всемирной федерации тхэквондо Джанкана Сио с министром молодёжи и спорта Азербайджана Фаридом Гаибовым и президентом Федерации тхэквондо Азербайджана Кямаледдином Гейдаровым было решено провести чемпионат мира в Бакинском кристальном зале.
15 апреля 2023 года состоялась пресс-конференция, посвящённая завершающим приготовлениям к чемпионату мира, на которой был представлен рекламный ролик турнира, а также официальный веб-сайт чемпионата. На пресс-конференции присутствовал также представитель Всемирной федерации таэквондо Мохаммед Шаабан, приехавший в Баку с инспекцией и осмотревший гостиницы, логистику, транспорт.
3 мая 2023 года состоялось заседание оргкомитета чемпионата мира, на котором были обсуждены предстоящие вопросы, мероприятия, которые пройдут в рамках турнира, а также даны соответствующие поручения. 16 мая 2023 года завершилась регистрация участников чемпионата. Cудить же поединки будут 70 арбитров, 58 из которых в дальнейшем будут судить схватки на Олимпийских играх 2024. Также на туринире будут опробованы некоторые технические новинки.
27 мая в Бакинском кристальном зале состоялась совместная пресс-конференция накануне старта чемпионата мира с участием президента Всемирной федерации тхэквондо Чунг-Вон Чоу, генерального секретаря федерации Енг-Канг Сео, технического директора федерации Сонг-Чул Кима, заместителя министра молодёжи и спорта Азербайджана Марианы Василевой, вице-президента Федерации тхэквондо Азербайджана Наги Сафарова, лидера женской сборной Азербайджана Фариды Азизовой и члена мужской сборной Азербайджана Алескера Алиева.

## Страны-участницы
На чемпионате принимало участие 949 тхэквондистов из 144 стран мира, включая команду беженцев.
- Албания (3)
- Алжир (1)
- Андорра (1)
- Ангола (4)
- Австралия (16)
- Австрия (3)
- Азербайджан (13)
- Аргентина (7)
- Афганистан (8)
- Бангладеш (1)
- Барбадос (1)
- Бахрейн (4)
- Бельгия (4)
- Болгария (10)
- Боливия (1)
- Босния и Герцеговина (8)
- Ботсвана (2)
- Бразилия (16)
- Буркина-Фасо (4)
- Бурунди (3)
- Великобритания (11)
- Венгрия (8)
- Вьетнам (5)
- Венесуэла (4)
- Габон (6)
- Гаити (10)
- Гайана (1)
- Гамбия (1)
- Гана (2)
- Гватемала (2)
- Гвинея-Бисау (1)
- Германия (11)
- Греция (16)
- Гонконг (6)
- Государство Палестина (5)
- Грузия (6)
- Дания (8)
- Джибути (1)
- Доминиканская Республика (2)
- ДР Конго (4)
- Египет (12)
- Зимбабве (1)
- Израиль (10)
- Иордания (10)
- Индия (16)
- Индонезия (8)
- Ирак (2)
- Иран (15)
- Ирландия (6)
- Испания (16)
- Италия (14)
- Кабо-Верде (3)
- Казахстан (16)
- Камбоджа (2)
- Камерун (8)
- Канада (16)
- Катар (2)
- Кения (6)
- Кипр (8)
- Кыргызстан (8)
- Кирибати (1)
- Китай (16)
- Китайский Тайбэй (16)
- Колумбия (15)
- Коста-Рика (2)
- Кот-д’Ивуар (10)
- Кувейт (2)
- Латвия (2)
- Ливан (8)
- Лесото (1)
- Литва (3)
- Люксембург (1)
- Мартиника (1)
- Малави (1)
- Малайзия (2)
- Мали (9)
- Марокко (15)
- Мексика (16)
- Мозамбик (4)
- Молдова (3)
- Монголия (8)
- Нейтральные атлеты (23)
- Непал (8)
- Нигер (9)
- Нигерия (4)
- Нидерланды (5)
- Никарагуа (2)
- Новая Зеландия (4)
- Норвегия (4)
- ОАЭ (2)
- Остров Мэн (1)
- Пакистан (4)
- Панама (2)
- Папуа — Новая Гвинея (1)
- Перу (2)
- Польша (11)
- Португалия (13)
- Пуэрто-Рико (14)
- Республика Конго (2)
- Республика Корея (16)
- Косово (6)
- Руанда (7)
- Румыния (7)
- Сан-Марино (3)
- Саудовская Аравия (7)
- Сборная беженцев (13)
- Северная Македония (2)
- Сенегал (7)
- Сербия (11)
- Сирия (4)
- Словакия (2)
- Словения (4)
- Соломоновы Острова (2)
- Сомали (3)
- Судан (2)
- США (16)
- Сьерра-Леоне (2)
- Таиланд (8)
- Тонга (2)
- Тринидад и Тобаго (2)
- Тунис (7)
- Турция (16)
- Узбекистан (13)
- Украина (13)
- Уругвай (2)
- Фарерские острова (1)
- Филиппины (9)
- Финляндия (5)
- Франция (10)
- Французская Полинезия (2)
- Хорватия (15)
- Чад (1)
- Черногория (3)
- Чехия (6)
- Чили (6)
- Швейцария (1)
- Швеция (10)
- Шри-Ланка (2)
- Эквадор (6)
- Эсватини (2)
- Эстония (4)
- Эфиопия (2)
- Ямайка (1)
- Япония (9)

### Участие российских и белорусских спортсменов
В связи со вторжением России на Украину и предоставлением для этого Беларусью своей территории российские и белорусские спортсмены были отстранены от международных соревнований, но в январе 2023 года МОК предложил разрешить им соревноваться, если они не высказывались за войну на Украине и не употребляют допинг. В марте МОК разрешил россиянам и белорусам участвовать на чемпионате в качестве «нейтральных атлетов». На турнире принимало участие 14 российских и 9 белорусских тхэквондистов. Двое же олимпийских чемпионов по тхэквондо из России, Владислав Ларин и Максим Храмцов, которые также были в поданной Союзом тхэквондо России заявке, не были допущены до чемпионата. На официальном сайте организаторов чемпионата мира сообщалось, что комиссия по рассмотрению заявок определила, что двое претендентов на участие в турнире не соответствуют критериям допуска. Согласно рекомендациям МОК, спортсменам запрещено поддерживать российское вторжение на Украину и представлять вооружённые силы или силовые ведомства, тогда как и Ларин и Храмцов представляют ЦСКА, оба выступали на Всемирных военных играх, а Храмцов, по данным Tribuna.com, «даже использовал букву Z в сообщениях в инстаграме».
В связи с допуском российских спортменов к участию на чемпионате украинские тхэквондисты отказались от выступления на турнире.

### Сборная беженцев
На чемпионате мира в Баку участвовала команда беженцев, состоявшая из 13 спортсменов, которые по тем или иным причинам лишены возможности выступать за свою страну. Среди них была и афганская спортсменка Марзие Хамиди, пятикратная чемпионка Афганистана, сбежавшая из страны после прихода к власти талибов, которые запретили женщинам и девушкам заниматься тхэквондо. Также в сборной беженцев выступал сириец Йехья Аль-Готани, который стал первым спортсменом из лагеря беженцев Азрак в Иордании, который принял участие на чемпионате мира по тхэквондо.

## Расписание
В отличие от прошлых турниров, на этом чемпионате мира схватки предварительного раунда в категориях и финалах состоятся в один день.
| Дисциплина \ День    | Пн 29.05 | Пн 29.05 | Пн 29.05 | Пн 29.05 | Вт 30.05 | Вт 30.05 | Вт 30.05 | Ср 31.05 | Ср 31.05 | Ср 31.05 | Чт 01.06 | Чт 01.06 | Чт 01.06 | Пт 02.06 | Пт 02.06 | Пт 02.06 | Сб 03.06 | Сб 03.06 | Сб 03.06 | Вс 04.06 | Вс 04.06 | Вс 04.06 |
| -------------------- | -------- | -------- | -------- | -------- | -------- | -------- | -------- | -------- | -------- | -------- | -------- | -------- | -------- | -------- | -------- | -------- | -------- | -------- | -------- | -------- | -------- | -------- |
| Открытие             |          |          | 16:30    |          |          |          |          |          |          |          |          |          |          |          |          |          |          |          |          |          |          |          |
| Мужчины, до 68 кг    | 09:00    | 15:00    |          | 18:30    |          |          |          |          |          |          |          |          |          |          |          |          |          |          |          |          |          |          |
| Женщины, до 57 кг    | 09:00    | 15:00    |          | 18:30    |          |          |          |          |          |          |          |          |          |          |          |          |          |          |          |          |          |          |
| Мужчины, до 58 кг    |          |          |          |          | 09:00    | 15:00    | 18:00    |          |          |          |          |          |          |          |          |          |          |          |          |          |          |          |
| Женщины, до 67 кг    |          |          |          |          | 09:00    | 15:00    | 18:00    |          |          |          |          |          |          |          |          |          |          |          |          |          |          |          |
| Женщины, до 73 кг    |          |          |          |          | 09:00    | 15:00    | 18:00    |          |          |          |          |          |          |          |          |          |          |          |          |          |          |          |
| Мужчины, до 80 кг    |          |          |          |          |          |          |          | 09:00    | 15:00    | 18:00    |          |          |          |          |          |          |          |          |          |          |          |          |
| Мужчины, до 87 кг    |          |          |          |          |          |          |          | 09:00    | 15:00    | 18:00    |          |          |          |          |          |          |          |          |          |          |          |          |
| Женщины, до 49 кг    |          |          |          |          |          |          |          | 09:00    | 15:00    | 18:00    |          |          |          |          |          |          |          |          |          |          |          |          |
| Мужчины, до 63 кг    |          |          |          |          |          |          |          |          |          |          | 09:00    | 14:00    | 18:00    |          |          |          |          |          |          |          |          |          |
| Женщины, свыше 73 кг |          |          |          |          |          |          |          |          |          |          | 09:00    | 14:00    | 18:00    |          |          |          |          |          |          |          |          |          |
| Мужчины, до 54 кг    |          |          |          |          |          |          |          |          |          |          |          |          |          | 09:00    | 14:00    | 18:00    |          |          |          |          |          |          |
| Женщины, до 46 кг    |          |          |          |          |          |          |          |          |          |          |          |          |          | 09:00    | 14:00    | 18:00    |          |          |          |          |          |          |
| Мужчины, до 74 кг    |          |          |          |          |          |          |          |          |          |          |          |          |          |          |          |          | 09:00    | 14:00    | 18:00    |          |          |          |
| Женщины, до 62 кг    |          |          |          |          |          |          |          |          |          |          |          |          |          |          |          |          | 09:00    | 14:00    | 18:00    |          |          |          |
| Мужчины, свыше 87 кг |          |          |          |          |          |          |          |          |          |          |          |          |          |          |          |          |          |          |          | 09:00    | 14:00    | 18:00    |
| Женщины, до 53 кг    |          |          |          |          |          |          |          |          |          |          |          |          |          |          |          |          |          |          |          | 09:00    | 14:00    | 18:00    |
| День                 | 1        | 1        | 1        | 1        | 2        | 2        | 2        | 3        | 3        | 3        | 4        | 4        | 4        | 5        | 5        | 5        | 6        | 6        | 6        | 7        | 7        | 7        |

| Церемония открытия   | Предварительные раунды | 1/8 финалы и четвертьфиналы | Полуфиналы и финалы |
| Часовой пояс — UTC+4 |                        |                             |                     |

## Ход соревнований и результаты

### Церемония открытия
Церемония открытия чемпионата мира началась ближе к вечеру 29 мая. На церемонии присутствовал президент Азербайджана Ильхам Алиев и первая леди страны вице-президент республики Мехрибан Алиева. Началась церемонии открытия парадом команд-участниц. Далее под звуки гимна Всемирной федерации тхэквондо на сцену был вынесен флаг организации, после чего на сцену был вынесен флаг Азербайджана и прозвучал гимн страны-организатора.
После того, как судьи, спортсмены и тренеры принесли клятвы, с речью выступили президент Всемирной федерации тхэквондо Чунг Вон Чо, посредством видеообращения — президент Международного олимпийского комитета Томас Бах, а затем — президент Федерации таэквондо Азербайджана Кямаледдин Гейдаров. После этого министр молодёжи и спорта Азербайджана Фарид Гаибов объявил 26-й чемпионат мира по тхэквондо открытым.
На церемонии открытия был продемонстрирован фильм о жизни и деятельности 3-го президента Азербайджана Гейдара Алиева и о развитии спорта в Азербайджане. После этого началась художественная часть церемонии открытия, на которой выступили ритм-группа «Натик» Натика Ширинова и певица Роя, а также команды по тхэквондо при Всемирной федерации, продемонстрировавшие несколько номеров.

## Итоги

### Медалисты

#### Мужчины
| Категория   | Золото                          | Серебро                           | Бронза                            |
| ----------- | ------------------------------- | --------------------------------- | --------------------------------- |
| До 54 кг    | Пак Тэ Джун Республика Корея    | Хьюго Арильо Испания              | Омонжон Отажонов Узбекистан       |
| До 54 кг    | Пак Тэ Джун Республика Корея    | Хьюго Арильо Испания              | Гёркем Полат Турция               |
| До 58 кг    | Пэ Чжун Со Республика Корея     | Георгий Гурциев Нейтральный атлет | Махмуд Аль-Тарире Иордания        |
| До 58 кг    | Пэ Чжун Со Республика Корея     | Георгий Гурциев Нейтральный атлет | Адриан Висенте Испания            |
| До 63 кг    | Хакан Речбер Турция             | Бахлунг Тубтимданг Таиланд        | Карлос Наварро Мексика            |
| До 63 кг    | Хакан Речбер Турция             | Бахлунг Тубтимданг Таиланд        | Хуан Хоркуэра Испания             |
| До 68 кг    | Брэдли Синден Великобритания    | Джин Хо Джун Республика Корея     | Матин Резаеи Иран                 |
| До 68 кг    | Брэдли Синден Великобритания    | Джин Хо Джун Республика Корея     | Улугбек Рашитов Узбекистан        |
| До 74 кг    | Марко Голубич Хорватия          | Стефан Таков Сербия               | Леон Сежранович Австралия         |
| До 74 кг    | Марко Голубич Хорватия          | Стефан Таков Сербия               | Кадырбеч Дауров Нейтральный атлет |
| До 80 кг    | Симоне Алессио Италия           | Карл Николас США                  | Мигель Анхель Трехос Колумбия     |
| До 80 кг    | Симоне Алессио Италия           | Карл Николас США                  | Сеиф Иса Египет                   |
| До 87 кг    | Канг Санг Хьюн Республика Корея | Иван Шапина Хорватия              | Ариан Салими Иран                 |
| До 87 кг    | Канг Санг Хьюн Республика Корея | Иван Шапина Хорватия              | Артём Плонис Нейтральный атлет    |
| Свыше 87 кг | Шейк Саллах Сиссе Кот-д’Ивуар   | Карлос Сансорес Мексика           | Эмре Куталмыш Атешли Турция       |
| Свыше 87 кг | Шейк Саллах Сиссе Кот-д’Ивуар   | Карлос Сансорес Мексика           | Пашко Божич Хорватия              |

#### Женщины
| Категории   | Золото                         | Серебро                         | Бронза                             |
| ----------- | ------------------------------ | ------------------------------- | ---------------------------------- |
| До 46 кг    | Лена Стойкович Хорватия        | Камончанок Сикен Мексика        | Рука Окамото Япония                |
| До 46 кг    | Лена Стойкович Хорватия        | Камончанок Сикен Мексика        | Ванг Ксяолу Китай                  |
| До 49 кг    | Мерве Динчел Турция            | Панипак Вонгпаттанакит Таиланд  | Адриана Сересо Испания             |
| До 49 кг    | Мерве Динчел Турция            | Панипак Вонгпаттанакит Таиланд  | Бруна Дуванчич Хорватия            |
| До 53 кг    | Нахид Киани Иран               | Цуо Жу Китай                    | Шахд Эль-Хоссейни Египет           |
| До 53 кг    | Нахид Киани Иран               | Цуо Жу Китай                    | Татьяна Минина Нейтральный атлет   |
| До 57 кг    | Луана Мартон Венгрия           | Ло Цзялин Китайский Тайбэй      | Мария Клара Пачеко Бразилия        |
| До 57 кг    | Луана Мартон Венгрия           | Ло Цзялин Китайский Тайбэй      | Хатидже Кюбра Ильгюн Турция        |
| До 62 кг    | Лилия Хузина Нейтральный атлет | Каролина Сантос Бразилия        | Аалиях Пауэл Великобритания        |
| До 62 кг    | Лилия Хузина Нейтральный атлет | Каролина Сантос Бразилия        | Феруза Садыкова Узбекистан         |
| До 67 кг    | Магда Вит-Энен Франция         | Джульяна Аль-Садег Иордания     | Мари Нильсен Норвегия              |
| До 67 кг    | Магда Вит-Энен Франция         | Джульяна Аль-Садег Иордания     | Рут Гбагби Кот-д’Ивуар             |
| До 73 кг    | Альтея Лорен Франция           | Ребекка Макгоуэн Великобритания | Матея Йелич Хорватия               |
| До 73 кг    | Альтея Лорен Франция           | Ребекка Макгоуэн Великобритания | Полина Хан Нейтральный атлет       |
| Свыше 73 кг | Нафия Куш Турция               | Светлана Осипова Узбекистан     | Бьянка Кук Великобритания          |
| Свыше 73 кг | Нафия Куш Турция               | Светлана Осипова Узбекистан     | Кристина Адебайо Нейтральный атлет |

### Медальный зачёт
*   Принимающая страна (Азербайджан)
| Место           | Страна             | Золото | Серебро | Бронза | Всего |
| --------------- | ------------------ | ------ | ------- | ------ | ----- |
| 1               | Республика Корея   | 3      | 1       | 0      | 4     |
| 2               | Турция             | 3      | 0       | 3      | 6     |
| 3               | Хорватия           | 2      | 1       | 3      | 6     |
| 4               | Франция            | 2      | 0       | 0      | 2     |
| 5               | Нейтральные атлеты | 1      | 1       | 5      | 7     |
| 6               | Великобритания     | 1      | 1       | 2      | 4     |
| 7               | Иран               | 1      | 0       | 2      | 3     |
| 8               | Кот-д’Ивуар        | 1      | 0       | 1      | 2     |
| 9               | Венгрия            | 1      | 0       | 0      | 1     |
| 9               | Италия             | 1      | 0       | 0      | 1     |
| 11              | Таиланд            | 0      | 3       | 0      | 3     |
| 12              | Испания            | 0      | 1       | 3      | 4     |
| 12              | Узбекистан         | 0      | 1       | 3      | 4     |
| 14              | Бразилия           | 0      | 1       | 1      | 2     |
| 14              | Иордания           | 0      | 1       | 1      | 2     |
| 14              | Китай              | 0      | 1       | 1      | 2     |
| 14              | Мексика            | 0      | 1       | 1      | 2     |
| 18              | Китайский Тайбэй   | 0      | 1       | 0      | 1     |
| 18              | США                | 0      | 1       | 0      | 1     |
| 18              | Сербия             | 0      | 1       | 0      | 1     |
| 21              | Египет             | 0      | 0       | 2      | 2     |
| 22              | Австралия          | 0      | 0       | 1      | 1     |
| 22              | Колумбия           | 0      | 0       | 1      | 1     |
| 22              | Норвегия           | 0      | 0       | 1      | 1     |
| 22              | Япония             | 0      | 0       | 1      | 1     |
| Всего стран: 25 | Всего стран: 25    | 16     | 16      | 32     | 64    |

### Командный зачёт
| Место | Страна           | Очки |
| ----- | ---------------- | ---- |
| 1     | Республика Корея | 448  |
| 2     | Хорватия         | 217  |
| 3     | Турция           | 188  |
| 4     | Италия           | 140  |
| 5     | Кот-д’Ивуар      | 137  |
| 6     | Великобритания   | 134  |
| 7     | Испания          | 114  |
| 8     | Мексика          | 93   |
| 9     | США              | 70   |
| 10    | Узбекистан       | 65   |

| Место | Страна         | Очки |
| ----- | -------------- | ---- |
| 1     | Турция         | 288  |
| 2     | Франция        | 256  |
| 3     | Хорватия       | 187  |
| 4     | Венгрия        | 136  |
| 5     | Иран           | 134  |
| 6     | Таиланд        | 115  |
| 7     | Великобритания | 111  |
| 8     | Китай          | 94   |
| 8     | Узбекистан     | 94   |
| 10    | Бразилия       | 89   |

## Распределение рейтинговых очков
Все спортсмены, выступившие на турнире, получат рейтинговые очки. Очки будут отражены в мировом рейтинге Всемирной федерации тхэквондо и Олимпийском рейтинге Всемирной федерации тхэквондо за июль. Рейтинговые очки распределяются следующим образом:
| Место | Рейтинговые очки |
| ----- | ---------------- |
| 1     | 140              |
| 2     | 84               |
| 3     | 50,4             |
| 5     | 30,24            |
| 9     | 21,17            |
| 17    | 14,82            |
| 33    | 10,37            |
| 65    | 7,26             |